# Conus nemo
Espèce
Conus nemo est une espèce de mollusques gastéropodes marins de la famille des Conidae.
Comme toutes les espèces du genre Conus, ces escargots sont prédateurs et venimeux. Ils sont capables de « piquer » les humains et doivent donc être manipulés avec précaution, voire pas du tout.

## Taxonomie

### Publication originale
L'espèce Conus nemo a été décrite pour la première fois en 2022 par le malacologiste sud-africain Stephan G Veldsman dans « The Festivus »,.

### Synonymes
- Conus (Phasmoconus) nemo (S. G. Veldsman, 2022) · appellation alternative
- Phasmoconus (Phasmoconus) nemo S. G. Veldsman, 2022 · non accepté